# 坂口博信
坂口博信（日语：／ Sakaguchi Hironobu，1962年11月25日—）是日本著名的游戏设计者、开发者、创作者，出生於茨城县日立市，代表作为最终幻想系列游戏。原就任于史克威尔（现为史克威爾艾尼克斯），现在工作于雾行者。特征是嘴上两髭，被人戏称为“小胡子”（日语：ヒゲ）。

## 经历
毕业于茨城县立水户第一高等学校，在横滨国立大学工学部学习电气情报学，中途退学。
- 1983年，以兼职身份参加了电友社软件研发部门的研发
- 1986年，史克威尔成立，担任董事规划和开发部长
- 1991年，升任史克威尔副总裁
- 1995年，兼任Square LA, Inc.社长
- 2003年，退出史克威尔，成立雾行者

## 史克威尔时期
1983年，坂口和大学同学田中弘道一起进入史克威尔公司。之后几年，坂口制作的游戏市场反响很一般。后来，他分别在85年和86年邀请了天才编程人员納西爾·吉貝利和未来的音乐大师植松伸夫加盟史克威尔，这为日后缔造游戏王国奠定了坚实的基础。可这时的坂口，为了自己的梦想和公司的前途，准备做最后一搏，这就是《最终幻想》。结果出乎他的意料，这部游戏不但没成为史克威尔的墓志铭，还大获成功。凭着这个游戏的巨大成功，史克威尔一跃成为重量级的游戏开发公司。
在《最终幻想I》的成功之后，最终幻想系列继续创造着奇迹。1991年，以超级任天堂为平台创作了《最终幻想IV》，坂口升任执行副总裁；从1994年4月2日发布的最终幻想VI以后，坂口不仅是个游戏策划人，还是个游戏开发者；1995年，坂口兼任Square USA, Inc社长；在坂口担任多年的首席开发部长期间，除最终幻想系列外，包括《超時空之鑰》、《流浪者之歌》、《寄生前夜》、《王国之心》等许多游戏都具有巨大影响力。
2000年，美国E3展示会上坂口荣获互动娱乐艺术学院颁发的名人殿堂大奖（之前只有两人获此殊荣）。可是，2001年2月，业绩恶化致使坂口引咎辞去副总裁。由于花费1亿3,500万美元的全计算机制作的电影《最终幻想：灵魂深处》的彻底失败，公司出现巨大赤字，一蹶不起，坂口的名誉也愈加恶化。
2003年，由于诸多因素，最终导致史克威尔公司被合并，坂口也因此离开史克威尔（详见史克威尔艾尼克斯）。

## 霧行者时期
随着史克威尔公司被合并为史克威尔艾尼克斯，坂口渐渐远离游戏制作的第一线。坂口离开史克威尔后，在新公司霧行者（Mistwalker）中继续成就梦想。他成功邀请在史克威尔的好友植松伸夫加入，并在夏威夷的海滩边（公司处址）等待下一个游戏界的巨浪。

### 霧行者成立
2004年新公司霧行者成立。公司的主业依然是RPG制作。公司体制是好莱坞式的小规模精英式的，向外找各种资源来完成工作，利用所有的人力资源开发游戏，而把销售交给其它公司。用坂口的话就是“就像制作者习惯在一起住一样”。
在重要的作品中，坂口亲自写剧本、担纲游戏设计。游戏风格与他之前的作品相差不大，故事性总放在首位。

### 主要游戏
霧行者与微軟遊戲工作室（現Xbox游戏工作室）合作，在Xbox 360平台上共同推出新游戏。已推出的游戏是由漫画大师鸟山明设计角色的蓝龙。另一部由井上雄彦设计角色RPG大作《失落的奥德赛》也已发布，这是部坂口博信为总指挥、重松清剧本、植松伸夫制作音乐的作品。后续作品，如《泪眼少女》（藤坂公彦人物设定）、《远古封印之炎》（NDS平台；皆叶英夫人物设定）等。

## 主要作品列表

### 史克威尔
- 死亡陷阱（1984）
- Will -The Death Trap 2-（1985）
- （格纳库）（1986）
- King's Knight（1986）
- 高速路之星（1987）
- 中山美穗的心跳高校（1987）
- 最终幻想I（1987）
- 最终幻想II（1988）
- 最终幻想III（1990）
- 最终幻想IV（1991）
- 最终幻想V（1992）
- 浪漫沙加2（1993）
- 最终幻想VI（1994）
- 雷霆任务（FRONT MISSION）（1995）
- 超時空之鑰（1995，只参与PS移植版)
- 浪漫沙加3（1995）
- 圣龙战记/神龍奇兵（1996）
- 雷霆任务外传（FRONT MISSION SERIES GUN HAZARD）（1996）
- 玛利奥RPG:七星传奇（1996）
- TOBAL No. 1（1996）
- 最终幻想VII（1997）
- TOBAL 2（1997）
- 最终幻想战略版（1997）
- 雷霆任务2（1997）
- 陆行鸟不思议迷宫（1997）
- 异度装甲（1998）
- 寄生前夜（1998）
- 勇敢的剑士之武藏传（1998）
- 陆行鸟不思议迷宫2（1998）
- 最终幻想VIII（1999）
- 陆行鸟赛车（1999）
- 浪漫沙迦之开拓者2（1999）
- 圣剑传说 LEGEND OF MANA（1999）
- 雷霆任务3（1999）
- 时空之轮（1999）
- 寄生前夜2（1999）
- 陆行鸟收集（1999）
- 流浪者之歌（2000）
- 最终幻想IX（2000）
- 最终幻想X（2001）
- 最终幻想：灵魂深处（2001）
- 王国之心（2002）
- PlayOnline（2002）
- 最终幻想XI（2002）
- 最终幻想战略版Advance（2003）
- 最终幻想X-2（2003）

### 史克威爾艾尼克斯
- 最终幻想XII（2006，退社后参与）

### Mistwalker
| 年份   | 游戏名称            | 类型                   | 平台               | 发行商         | 职位                           | 备注                              |
| ------ | ------------------- | ---------------------- | ------------------ | -------------- | ------------------------------ | --------------------------------- |
| 2006年 | 藍龍                | 角色扮演               | Xbox 360           | 微软游戏工作室 | 总指挥、制作人、剧本、游戏设计 | 与Artoon联合开发                  |
| 2007年 | 失落的奧德賽        | 角色扮演               | Xbox 360           | 微软游戏工作室 | 监制、剧本、游戏设计           | 与feelplus联合开发                |
| 2007年 | 遠古封印之炎        | 戰略角色扮演           | 任天堂DS           | 微软游戏工作室 | 剧本、游戏设计                 | 与Racjin联合开发                  |
| 2008年 | 蓝龙Plus            | 即时战略、戰略角色扮演 | 任天堂DS           | AQ Interactive | 剧本                           | 与feelplus和Brownie Brown联合开发 |
| 2008年 | Away：混乱迷宫      | 动作角色扮演           | 任天堂DS           | AQ Interactive | 与Artoon联合开发               |                                   |
| 2008年 | 蓝龙：异界的巨兽    | 角色扮演               | 任天堂DS           | 万代南梦宫     | 执行制作人、剧本               | 与tri-Crescendo联合开发           |
| 2011年 |                     | 角色扮演               | Wii                | 任天堂         | 监制、剧本、游戏设计、歌词     | 与AQ Interactive联合开发          |
| 2012年 | 冲浪派对 Party Wave | 益智、动作             | iOS、Android       | Mistwalker     | 总监、音乐                     |                                   |
| 2014年 | 泰拉之战            | 戰略角色扮演           | iOS、Android       | Mistwalker     | 制作人                         | 于2020年停服                      |
| 2017年 | 泰拉之战2           | 戰略角色扮演           | iOS、Android       | Mistwalker     | 制作人                         | 于2018年停服                      |
| 2019年 | 泰拉战争 Terra Wars | 戰略角色扮演           | iOS、Android       | Mistwalker     | 制作人                         | 与Arzest联合开发；于2019年停服    |
| 2021年 | Fantasian           | 角色扮演               | iOS、iPadOS、MacOS | Mistwalker     | 制作人、剧本                   | 与Arzest联合开发                  |